# Максимов, Максим Леонидович
Максим Леонидович Максимов (3 июля 1963, Горький — 29 июня 2004, Санкт-Петербург) — российский культурный обозреватель и театровед, позднее — журналист-расследователь.
В конце 1980-х-1990-х годах редактор отдела литературы и искусства газеты «Смена», печатался также в журналах «Театр», «Театральная жизнь», «Искусство Ленинграда», «Петербургский театральный журнал» и других, в петербургских газетах.
Со второй половины 1990-х — сотрудник Агентства журналистских расследований (АЖУР), в 2000-х — специальный корреспондент журнала «Город».
Убит в Санкт-Петербурге 29 июня 2004 года коррумпированными офицерами милиции и их ранее судимыми подручными. Спустя 20 лет после того, как Максимов пропал без вести, 18 декабря 2024 года полковник МВД в отставке Михаил Смирнов сознался в убийстве. На основе показаний Смирнова, 25 декабре 2024 года в лесополосе на окраине Санкт-Петербурга были найдены останки. Экспертиза подтвердила, что останки принадлежат Максимову.
С 2007 года в память о Максиме Максимове вручается именная номинация «За лучшее журналистское расследование» конкурса «Золотое перо» среди журналистов Санкт-Петербурга и Ленинградской области.

## Биография
Максим Максимов родился в 1963 году в городе Горьком. Мать — Римма Васильевна Максимова (1936—2014), по образованию германист, преподавала студентам немецкий язык в Горьковском педагогическом институте иностранных языков. С раннего детства занимался творчеством: издавал домашний журнал, ставил спектакли в самодельном кукольном театре и вместе с другом показывал их в детских садах. Эти два направления и предопределили его будущую профессию — журналиста — и «дипломную» специализацию — театр.
После окончания школы Максимов перебрался в Ленинград, в 1981 году поступив на театроведческий факультет Государственного института театра, музыки и кинематографии (ЛГИТМиК). Окончив его, отслужил в армии..
В конце 1980-х мать уехала по контракту в ГДР, где осталась после объединения Германии и распада Советского Союза. Преподавала русский язык в Потсдамском университете, который окончила и сама, получив вторую специальность слависта, а в середине 1990-х — гражданство Германии. В горьковской квартире остался её бывший муж и отец Максима, Леонид Максимов.

### «Смена»
Максим Максимов поселился в коммунальной квартире на Невском проспекте и в 1989 году начал работать в ленинградской газете «Смена». Он основательно знал теорию и историю театра, классическую и современную литературу, поэзию, андеграунд, русское зарубежье, а также, благодаря матери, свободно владел немецким языком. В «Смену», переживавшую на рубеже десятилетий период обновления и демократизации, Максимова привела покидающая редакцию Алёна Кравцова, на своё место заведующего отделом культуры. Галина Леонтьева, главный редактор газеты, вспоминала день, когда брала Максимова на работу, поручив ему материал о выставке Глазунова:

— Видите ли… — осторожничала я с новым автором. — С одной стороны, сам Глазунов. С другой — абсолютный… полный…

— …китч, — подсказал Максимов.

— Да, — обрадовалась я. — С одной стороны, хорошая техника, с другой…

— …бисер и жемчуга, — подхватил Максимов.

— Именно! — совсем уж обрадовалась я. — С одной стороны, прекрасные иллюстрации к романам Достоевского. С другой…

— …портреты Брежнева и Индиры Ганди, — подсказал Максимов.

— Максим, пишите заявление о приеме на работу, — с облегчением сказала я. — Мы вас берем без испытательного срока.
О его первом материале потом говорил весь художественный мир города.
— Галина Леонтьева
По свидетельству Леонтьевой, Максимову удалось поднять отдел культуры на недосягаемую высоту. При нём и благодаря ему в «Смене» публиковались произведения Марка Алданова, Тэффи, Фридриха Горенштейна, Эдуарда Лимонова. Осенью 1990 года Максимов открыл рубрику «Поздние петербуржцы», в которой за два года опубликовал антологию современной поэзии, составленную критиком Виктором Топоровым.
В 1993 году в «Смене» появился отдел криминальный хроники, который создал и возглавил Андрей Константинов. Отдел занимался, среди прочего, журналистскими расследованиями и за несколько лет в своей деятельности явно перерос рамки газетной рубрики.

### АЖУР
В 1998 году Константинов создал Агентство журналистских расследований (АЖУР), куда быстро «перетекло» несколько «сменовцев». Вслед за ними в перспективную медиагруппу ушёл и Максимов.

Признаюсь, я отговаривал его от этого нового увлечения, ставшего последним. Зачем было вообще Максиму заниматься расследованиями криминала? Пиши себе о театральных премьерах, о музыке, выставках, и ходи в тонких ценителях искусства. Милое дело… Естественно, мои уговоры не подействовали… — Об искусстве и без меня напишут — отвечал он: — А расследовать криминальные дела гораздо полезнее. Я чувствую — у меня получится.
— Дмитрий Петров, директор издательства «Пилигрим»
За несколько лет работы в АЖУРе Максимов приобрёл большой и ценный опыт. Он стал хорошо известен как в милицейских, так и в криминальных кругах города: был лично знаком со многими лидерами преступного мира, имел обширные связи в правоохранительных органах. Выбрался из коммуналки, купив однокомнатную квартиру в доме № 13 по улице Чайковского, и поступил в юридический институт.

### «Город»
В апреле 2002 года в Санкт-Петербурге вышел первый номер нового журнала либерально-оппозиционной направленности «Город». Финансировали проект Анатолий Чубайс и Андрей Лихачёв из «Ленэнерго», по одной из версий, с прицелом на предстоящие губернаторские выборы. Максим Максимов оставил место заместителя начальника отдела расследований в АЖУРе и перешёл в редакцию «Города», став его специальным корреспондентом.
В «Городе» Максимов продолжил проводить собственные расследования, последние его публикации 2004 года были посвящены убийству депутата Государственной думы Галины Старовойтовой.

### Дело о проданном «Мерседесе»
Примерно за год до своей гибели Максим Максимов занялся так называемым «делом о проданном „Мерседесе“». Автомобиль Mercedes-Benz 300E 1982 года выпуска принадлежал заместителю начальника Пулковской таможни Евгению Фёдорову, которого в 1999 году успешно «проработал» заместитель начальника «антикоррупционного» отдела Оперативно-розыскного бюро (ОРБ) Главного управления МВД по Северо-Западному федеральному округу (ГУ МВД по СЗФО) Михаил Смирнов. Эта «спецоперация» стала одной из серии разоблачений руководства Пулковской таможни, благодаря чему Смирнов приобрёл определённую известность в 1999—2002 годах. В результате провокации на получение взятки Фёдоров был задержан, на его машину был наложен арест. В 2000 году Фёдоров был осуждён на 8 лет лишения свободы, а за арестованной машиной к Смирнову обратилась жена Фёдорова. Однако Смирнов, воспользовавшись сложным оформлением права собственности на ввезённый из-за границы и растаможенный автомобиль, через подставных лиц и по фальшивой генеральной доверенности передал «Мерседес» сообщникам, а затем продал его за 5000 долларов. Городская прокуратура предъявила Смирнову обвинение, но дело забрала прокуратура Северо-Западного федерального округа. 14 ноября 2003 года дело в отношении Смирнова было закрыто. Вину на себя взял соучастник, на которого была выписана поддельная доверенность, автомобиль найден не был.
Максимов безуспешно пытался взять интервью у Смирнова и собрал на него внушительное досье. В апреле 2004 года Максимов принёс собранный материал на своё прежнее место работы, в АЖУР, начальнику службы расследований Льву Годованнику. Передавая дискету с файлом «Смирнов», Максимов объяснил, что в «Городе» материал не взяли из осторожности, поскольку судебные заседания по делу продолжались и приговоры не были вынесены. Годованник тоже не стал рисковать и попросил несколько дней на размышления. Максимов сообщил, что попробует предложить своё расследование Георгию Арефьеву из «МК в Питере», но попросил Годованника сохранить файл у себя «на всякий случай». Как выяснилось позже, на своём домашнем компьютере Максимов этот документ не хранил.
По свидетельству Георгия Арефьева, Максимов передал ему материал по электронной почте 8 июня 2004 года, за три недели до своей гибели. Со слов Арефьева, перед этим Максимов сказал ему, что после того как в «Городе» эту тему «забраковали» ещё в 2003 году, публиковать материал под своим именем или псевдонимом в другом издании он не счёл возможным, а кроме того, уже давно переключился на другие расследования. Поэтому Максимов предложил Арефьеву воспользоваться собранным материалом и написать собственную статью для «МК». Статья появилась в декабре, через полгода после гибели Максимова. Арефьев сделал и опубликовал этот материал в память о Максимове, не предполагая, что убийство журналиста может быть связано с этим расследованием.

## Убийство

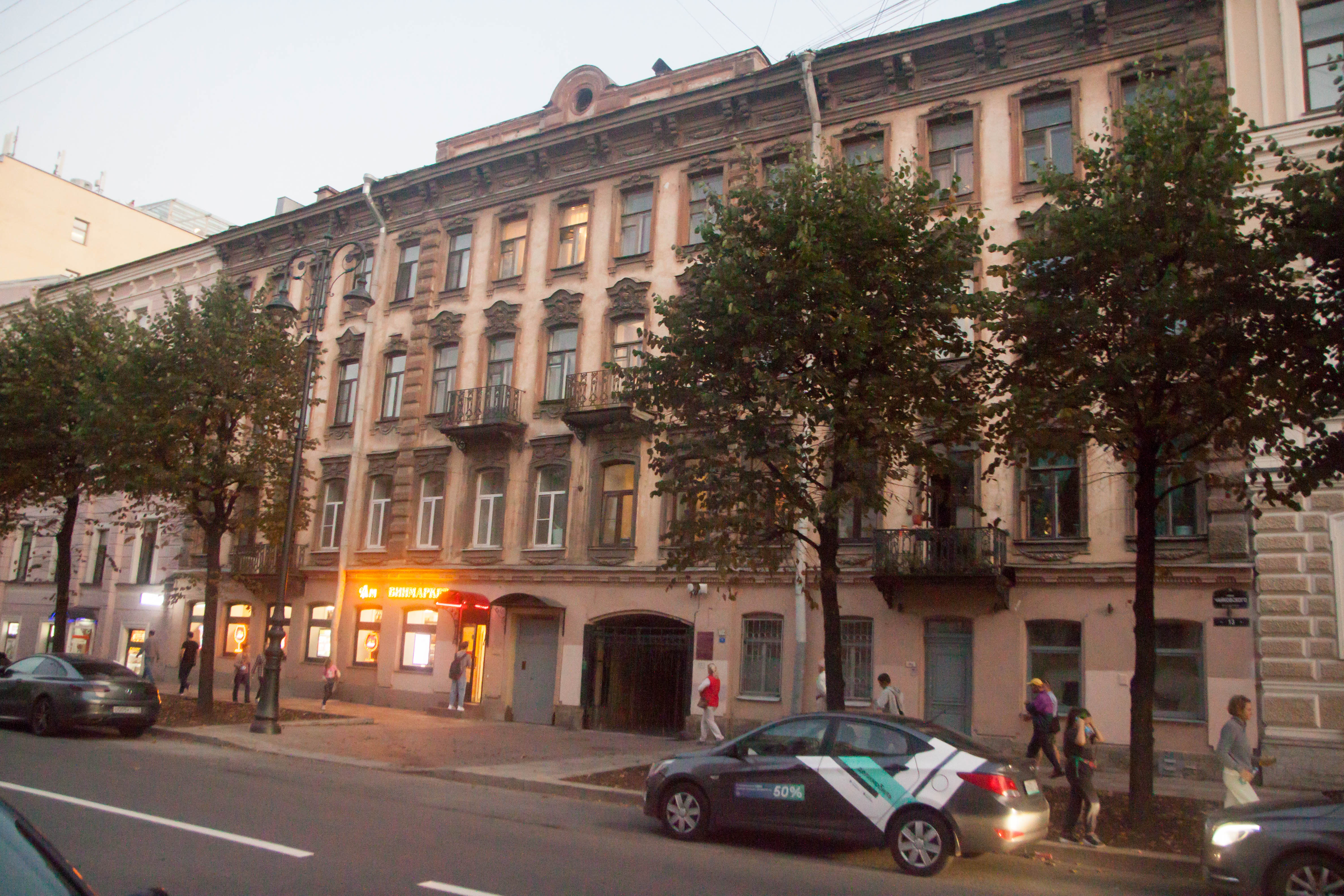
Дом 13 по улице Чайковского, в котором находилась квартира Максима Максимова

Максим Максимов пропал 29 июня 2004 года, однако хватились его только 7 июля, поскольку Максимов был холост, вёл довольно замкнутый образ жизни и имел свободный рабочий график.
Квартира Максимова осталась нетронутой, было установлено, что он покинул её примерно в 11:30 утра 29 июня. Максимов уехал на автомобиле: его чёрного Ford Escort во дворе не оказалось. Примерно с 11:55 до 15:00 Максимова видели в Санкт-Петербургском городском суде на слушаниях по делу об убийстве депутата Галины Старовойтовой.
10 июля по заявлению матери Максимова, прибывшей из Германии, было заведено дело об исчезновении журналиста. 14 июля прокурор Центрального района города возбудил дело об убийстве (статья 105 УК РФ), дело было взято под личный контроль губернатором Санкт-Петербурга Валентиной Матвиенко.

### Следствие
Рассматривались несколько версий убийства. Версия ограбления была исключена, поскольку значительная сумма денег, отложенная Максимовым для обмена квартиры в банковской ячейке, была нетронута, автомобиль же был обнаружен через месяц на стоянке возле отеля «Санкт-Петербург» неповреждённым и без следов борьбы.
Другая версия заключалась в возможной связи исчезновения Максимова с проходившими в тот же день слушаниями по делу об убийстве Старовойтовой. Максимов интересовался этим делом и упоминал о намерении написать о нём книгу. В то же время, журналист признавал, что новыми существенными фактами по этому делу не располагает.
Согласно третьей версии, убийство Максимова могло быть связано с другим преступлением годичной давности — заказным убийством бизнесмена и криминального авторитета Руслана Коляка, с которым Максимов был знаком. По слухам, Коляк был агентом нескольких спецслужб и перед смертью мог передать Максимову свой архив. Эта версия также не нашла подтверждений. Были проверены связи и с другими резонансными делами, которыми интересовался Максимов незадолго до своего исчезновения, что тоже не дало результатов.
Параллельно и в сотрудничестве с оперативниками собственное расследование проводили коллеги Максимова из АЖУРа. В результате последний день жизни журналиста был восстановлен почти полностью. Выяснилось, что во второй половине дня Максимову позвонил журналист Андрей Исаев, заместитель главного редактора журнала «Русский Джокер». Исаев взялся организовать петербургский корпункт для одного из московских изданий и хотел привлечь Максимова к этому проекту. Исаев зарегистрировал «чистый» номер сотовой связи и стал настойчиво добиваться встречи с Максимовым, причём больше никому с этого номера не звонил. В день убийства они договорились встретиться примерно в 20:30 в кафе у метро «Чернышевская».
В ходе журналистского расследования было установлено, что Андрей Исаев был милицейским агентом и работал на группу Михаила Смирнова, провоцируя чиновников на получение взяток. Встретившись с Максимовым, Исаев предложил пройти в свой «офис», якобы расположенный рядом, на Фурштатской улице. Затем Исаев заманил Максимова в подвал дома, где находилась баня, принадлежавшая известному в городе угонщику. В подвале находились четверо: подполковник Михаил Смирнов, его подчинённый майор Лев Пятов и двое ранее судимых торговцев наркотиками. Максимова избили и задушили. Тело завернули в заранее приготовленный полиэтилен, погрузили в багажник милицейского автомобиля и вывезли в Ленинградскую область, в лесной массив недалеко от Репино — один из наркоторговцев позднее указал примерный район захоронения. Поисковые работы с привлечением воинских подразделений, специалистов МЧС, включая водолазов, и общественников в указанном районе результатов не дали. Нельзя исключать, что убийцы избавились от тела Максимова в другом месте.
По всем этим фактам были собраны и включены в материалы дела показания Исаева, одного из наркоторговцев (второй вскоре после убийства скончался от передозировки наркотиков), а также хозяина бани.
В начале июня 2005 года были задержаны сотрудники оперативно-розыскного бюро Главного управления МВД РФ по Северо-Западному федеральному округу подполковник Михаил Смирнов, майоры Андрей Бочуров и Лев Пятов. Изначально всех троих подозревали в совершении провокаций на получение взяток должностными лицами государственных органов, фальсификации доказательств (служебном подлоге) и даче заведомо ложных показаний, а Смирнова в злоупотреблении должностными полномочиями. Вместе с оперативниками по делу проходили трое их гражданских «помощников», включая Андрея Исаева. На время следствия и рассмотрения дела Смирнов и Пятов были заключены под стражу, с Бочурова и «помощников» была взята подписка о невыезде.
«Известия», со ссылкой на неназванные источники в правоохранительных органах, сообщали, что «данное дело нужно рассматривать в контексте борьбы за пост начальника ГУ МВД по СЗФО». Главным претендентом был временно исполняющий обязанности, полковник Вячеслав Красавин, протеже миллиардера Олега Дерипаски. Красавина неоднократно обвиняли в деятельности в интересах группы компаний «Базовый элемент», подконтрольной Дерипаске, в частности при проведении «атаки» на Архангельский целлюлозно-бумажный комбинат (АЦБК). Другим претендентом на кресло начальника ГУ МВД по СЗФО называли первого заместителя начальника ГУВД по Санкт-Петербургу и Ленинградской области Владислава Пиотровского. В итоге в декабре 2004 года на пост был утверждён Красавин. В дальнейшем выяснилось, что Дерипаска надеялся продвинуть Красавина на место губернатора Архангельской области. Громкий коррупционный скандал вокруг подчинённых Красавина мог помешать карьерному продвижению полковника и подорвать позиции Дерипаски в «целлюлозной войне». Могла пострадать и карьера подполковника Смирнова: имелись сведения, что летом 2004 года освобождалось место начальника одного из отделов ОРБ, на которое он претендовал, и собранный Максимовым компромат угрожал этим планам.
27 июня представители Генпрокуратуры по Северо-Западному федеральному округу сообщили, что арестованные милиционеры подозреваются в организации убийства Максима Максимова, непосредственными исполнителями которого стали двое наёмников-наркоторговцев. По эпизоду убийства журналиста милиционеры последовательно отказывались от дачи показаний, ссылаясь на 51-ю статью Конституции РФ (никто не обязан свидетельствовать против себя), и настаивали, что узнали об исчезновении Максимова из теленовостей.

### Суд
В августе 2006 года дело было направлено в Санкт-Петербургский городской суд. К процессу было привлечено пристальное внимание прессы и общественности, в первую очередь, из-за выявленной в ходе следствия причастности подсудимых к убийству Максимова. Однако поскольку тело журналиста не было найдено, обвинение по этому эпизоду Михаилу Смирнову, Льву Пятову и Андрею Исаеву предъявлено не было (негласный принцип «нет тела — нет дела»).
Дело рассматривалось судом присяжных в закрытом режиме. 15 ноября 2007 года присяжные признали невиновными всех шестерых фигурантов дела. Подсудимые были освобождены в зале суда. Верховный суд подтвердил оправдательный приговор.

### Состояние дела и оценки
С 2006 года расследование убийства фактически не ведётся. Уволенные на время следствия и суда милиционеры были восстановлены на службе и в 2011 году успешно прошли переаттестацию, став полицейскими. Андрей Исаев работал на телевидении и регулярно снимается в эпизодических ролях на «Ленфильме».
Дело официально не закрыто, но мать погибшего журналиста и её адвокат не были допущены к ознакомлению с материалами: «Нам неизменно отвечают отказом, ссылаясь на недопустимость разглашения тайн предварительного следствия, — сообщал Николай Сиротинин, — хотя мы готовы дать любую, самую строгую подписку о неразглашении».
На имя президента России Владимира Путина было опубликовано два открытых письма: в апреле 2006 года Римма Максимова обратилась к главе государства со страниц «Московской правды», а в 2014 году, в год десятилетия убийства, письмо опубликовал главный редактор АЖУРа Андрей Константинов.

За эти годы… были сделаны сотни журналистских материалов, но официальное следствие бесславно забуксовало и остановилось. Притом и по материалам журналистского расследования, и по документам официального следствия можно не то что понять общие контуры совершенного преступления — нет, абсолютно понятно, кем, когда и как это преступление было совершено. <..> Впечатление, что просто не хватает политической воли, чтобы дело было доведено до конца. То, что… убийство официально до сих пор остается нераскрытым, — факт совершенно постыдный и просто труднообъяснимый. Тем более что никакой так называемой политической составляющей в этом деле нет.
— Андрей Константинов, из открытого письма президенту Владимиру Путину, 2014 год

Дело Гонгадзе, политическая подоплёка которого, мягко говоря, тоже не очевидна, взбудоражило целую страну и в конце концов оказалось — пусть и не до конца — раскрыто; дело Максимова, похоже, не интересует никого, кроме его несчастной матери и десятка друзей и коллег.
— Виктор Топоров
В 2009 году мать и двоюродный брат Максима Максимова, через болгарскую правозащитницу Нину Огнянову, которая тогда координировала программу Комитета защиты журналистов по Европе и Центральной Азии, обратились в лондонский Европейский центр защиты прав человека (EHRAC), который специализируется на передаче дел в Европейский суд по правам человека (ЕСПЧ). Два года ушло на сбор заявлений и доказательств, и в 2011 году EHRAC подал иск против России в ЕСПЧ. 24 сентября 2014 года Римма Максимова скончалась от онкологического заболевания.
Согласно вердикту ЕСПЧ, вынесенному 19 октября 2021 года, власти России нарушили Статью 2 Европейской конвенции по правам человека, не проведя эффективного расследования исчезновения и предполагаемого убийства Максимова, таким образом, не был соблюдён «процессуальный аспект» расследования.

### Признание в убийстве
18 декабря 2024 года арестованный за подрыв бизнесмена в 1998 году полковник полиции в отставке Михаил Смирнов признался в убийстве журналиста «Фонтанки» Максима Максимова, который пропал 20 лет назад. 25 декабря 2024 года в месте указанном Смирновым, в районе лесополосы у Белоострова, были обнаружены останки принадлежащие убитому журналисту Максимову Экспертиза 28 декабря 2024 года подтвердила, что останки принадлежат Максимову.

## Память
В 2006 году Союз журналистов посмертно наградил Максима Максимова почётным знаком «Честь, достоинство и профессионализм». Награду получала Римма Максимова, мать журналиста.
С 2007 года в память о Максиме Максимове вручается именная номинация «За лучшее журналистское расследование» конкурса «Золотое перо» среди журналистов Санкт-Петербурга и Ленинградской области.
Весной 2009 года была издана книга «Максим Максимов. В интересах истины», в которую вошли материалы журналистского расследования убийства Максима Максимова, а также избранные статьи, написанные Максимовым в разные годы для различных изданий. Презентация книги состоялась 11 марта в Доме журналистов Петербурга
В конце июня 2009 года, на пятую годовщину гибели Максимова, его коллеги установили памятную табличку у дома 26 по Фурштатской улице, в подвале которого он был убит. Однако не провисев и суток, табличка пропала.

## Публикации
- Георгий Арефьев. Дело о проданном «Мерседесе» // «МК» в Питере. — 2004. — № 46.
- Юрий Ханон. Музыка эмбрионов. Ханограф (2009). Дата обращения: 24 апреля 2020.